# Stedelijk Secundair Kunstinstituut Gent
Het  Secundair Kunstinstituut Gent is een school binnen het Vlaamse kunstsecundair onderwijs gelegen aan Ottogracht 4 te Gent.

## Studieaanbod
Het Secundair Kunstinstituut biedt kunstsecundair onderwijs (kso) aan in de tweede graad (derde en vierde leerjaar) en in de derde graad (vijfde en zesde leerjaar) van het secundair onderwijs. In het kunstsecundair onderwijs worden de studiegebieden beeldende kunsten en podiumkunsten aangeboden. Binnen het studiegebied beeldende kunsten kan men verder kiezen tussen een aantal studierichtingen die in drie "polen" worden ingedeeld (opleiding – kunsten – vorming). Alle drie die studierichtingen leiden naar het Diploma Secundair Onderwijs en bereiden voor op hogere studies. Ze onderscheiden zich van elkaar op het vlak van hun doelstellingen, de verhouding tussen de algemene en de kunstvakken, en in hun uitstroommogelijkheden. Daarna wordt in de derde graad ook nog een zevende voorbereidend jaar bijzondere beeldende vorming aangeboden. Deze eenjarige opleiding, die bereidt voor op het kunstrichtingen binnen het hoger onderwijs kan men volgen na het behalen van het Diploma Secundair Onderwijs. Vanaf 2010-2011 werd dit zevende jaar omgevormd tot een Se-n-Se- d.w.z. secundair-na-secundairopleiding.

## Seventies Succes Experiment
Van bij de aanvang in de jaren zeventig was deze school gevestigd in de Rode Lijvekensstraat te Gent in een deels en elementair gerenoveerd voormalig weeshuis van de Rode Lijvekens. Er gingen ook vele lessen door in de Akademiestraat en in het 'Berouw' (straatnaam) te Gent, waar ook 
de Koninklijke Akademie voor Schone kunsten (KASK) was ondergebracht (nu een onderdeel van Hogeschool Gent binnen de Associatie Universiteit Gent) en de kunstopleiding via avondlessen (nu deeltijds kunstonderwijs). Bekende directeuren van het secundair kunstinstituut zijn onder anderen medestichter Julien Revis, ex-voorzitter Beeldende Kunstcommissie en K.A.S.K.-directrice Chantal De Smet en Rita Maes. In de jaren zeventig van vorige eeuw was er een pedagogisch experiment dat de 1 - 2 als naam had. Succesvolle kunstenaars die daaruit zijn voortgekomen, zijn bijvoorbeeld Hugo Debaere, Jan Van Imschoot en Philippe Tonnard. De afdeling was toen ook jaren na elkaar met meerdere leerlingen overtuigend laureaat binnen de nationale kunstwedstrijd voor secundair onderwijs met de naam lijn kleur en volume van wat nu ongeveer Axion art is van Dexia in Passage 44 te Brussel.

## Bekende kunstenaars als lesgevers
Bekende (oud-)lesgevers zijn bijvoorbeeld internationaal populair Vlaams tekenaar, schilder en recent ook (kunst)filmmaker Michaël Borremans, Vlaams gelauwerd toneelauteur en -regisseur Eric De Volder, Vlaamse schrijver, dichter en AKO Literatuurprijslaureaat 2014 Stefan Hertmans en mixedmedia-, collage- en mozaïekkunstenaar Danny Matthys die in de jaren zestig internationaal medepionier was in polaroidkunst en videokunst binnen de richting van de conceptuele kunst. Matthys was later ook jarenlang docent aan Hogeschool Gent in mixed media.

## Werken in musea
Het werk van oud-studenten en kunstenaars Hugo Debaere en Jan Van Imschoot en de oud-docenten Michaël Borremans en Danny Matthys zijn vertegenwoordigd in de vaste collectie van bekende internationale musea zoals het SMAK, het Museum van Hedendaagse Kunst Antwerpen en het Bonnefantenmuseum in Maastricht.